# Kolonzo (Doumbala)
Pour les articles homonymes, voir Kolonzo.
Kolonzo est une commune située dans le département de Doumbala de la province de Kossi au Burkina Faso.